# Crystal houses
De Crystal houses (Kristalhuizen) zijn een aantal vernieuwde winkelpanden in de P.C. Hooftstraat in Amsterdam-Zuid.
Aan het eind van de 19e eeuw verrezen hier panden in voornamelijk de eclectische bouwstijl, die in al haar versies toch min of meer één geheel vormden. De huisnummers 94 en 96 waren twee vrijwel identieke woon-/winkelhuizen met een witte bepleistering, gebouwd in circa 1890, architect H. Pleiter. De nieuwe eigenaar van de gebouwen begin 21e eeuw zag mogelijkheden tot verruiming van het gebruik van de panden. Hij wilde de gebouwen een moderner aanzien geven. Vanaf 2008 werden ontwerpen gemaakt waarbij in eerste instantie de gebouwen een voorgevel zouden krijgen van glasstenen. Bovendien zouden de gebouwen flink hoger worden. Daarop kwam bezwaar van de welstandscommissie, die het ontwerp wat al te “wild” vond voor deze buurt. Daarop werd het ontwerp aangepast. De voorgevel zou van op de eerste woonetage een overgang laten zien van glassteen naar baksteen. Daaronder is dus een geheel glasstenen gevel ontstaan. Daarboven werd een 19e-eeuwse bakstenen etage geprojecteerd met houten vensters en idem dakplint. Het pand werd afgebouwd met een dak met pannen. De glazen stenen geven het pand een enigszins groen uiterlijk.
Het gebouw werd tijdens dit traject gedurende 2014 en 2015 geheel afgebroken, er werd een kelder gestort en een stalen constructie neergezet. Bij oplevering was er nog maar sprake van één huisnummer, zonder toegang naar de bovenwoningen.  Het gebouw werd wel wat hoger, maar past nog in het straatbeeld. Een jaar na de oplevering begon de voorgevel barsten te vertonen en men vreesde het ergste. Na studie bleek het te gaan om barsten in de polymeerlijm. Het glas bleek bij wisseling koud/warm meer uit te zetten en te krimpen dan was voorzien. De op scheuren lijkende gevolgen werden beschouwd als onderdeel van de nieuwe experimentele architectuur. De stenen kwamen uit Venetië. Het modehuis Chanel vestigde zich in april 2016 tijdelijk in het gebouw, de firmanaam is in de glasgevel verwerkt. In 2018 vertrok Chanel naar een ander gebouw in de P.C. Hooftstraat en moest de voorgevel aangepast worden. In april 2019 opende Hermès na een uitvoerige verbouwing van meer dan een jaar een nieuw filiaal in het pand.
In 2016 kreeg het de Glas Award toebedeeld, samen met Museum Voorlinden.

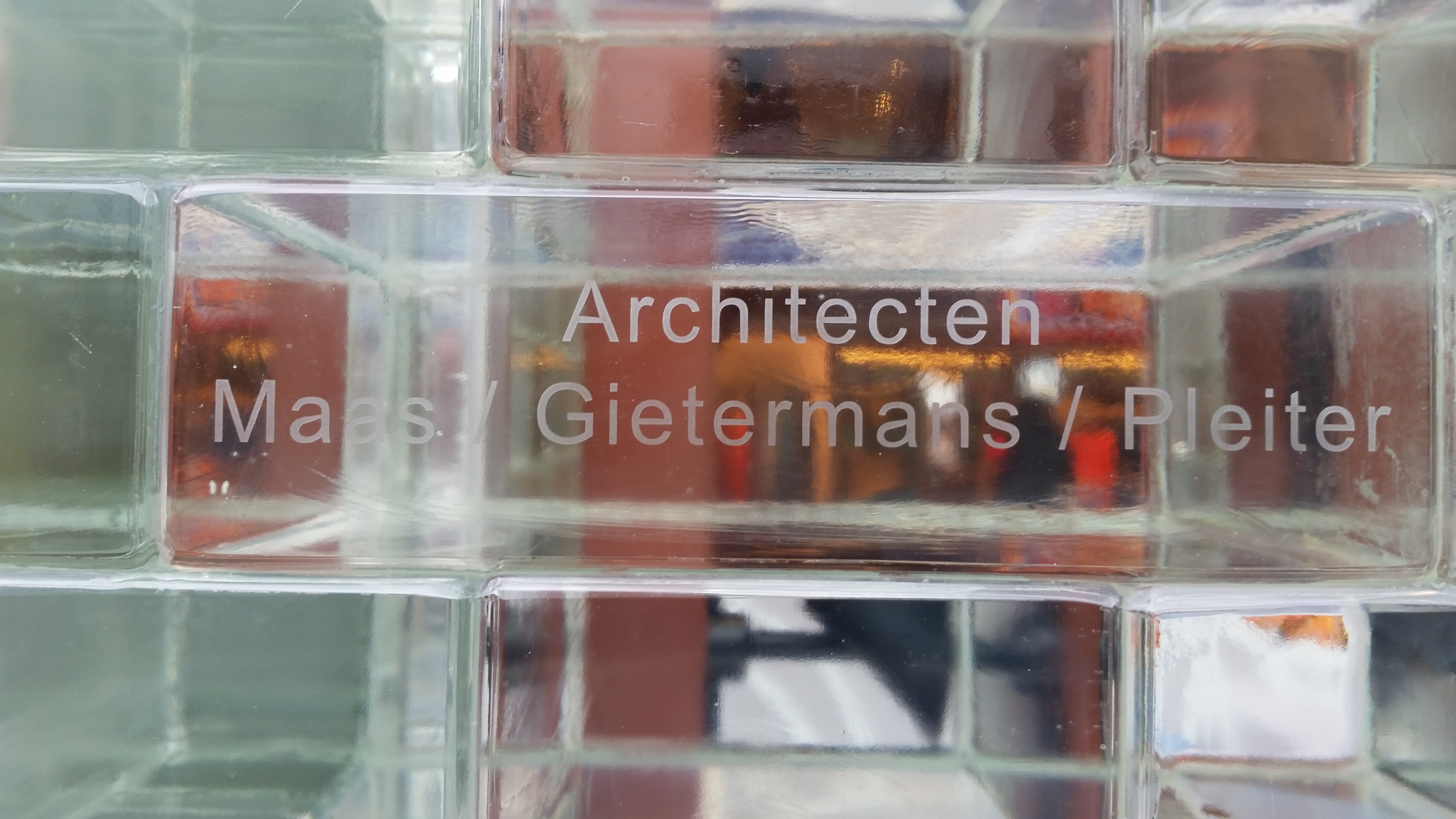
Namen van architecten in glas (mei 2019)